# Cyclaspis costata
Cyclaspis costata är en kräftdjursart som beskrevs av William Thomas Calman 1904. Cyclaspis costata ingår i släktet Cyclaspis och familjen Bodotriidae. Inga underarter finns listade i Catalogue of Life.